# Montaldo di Mondovì
Montaldo di Mondovì é uma comuna italiana da região do Piemonte, província de Cuneo, com cerca de 592 habitantes. Estende-se por uma área de 23 km², tendo uma densidade populacional de 26 hab/km². Faz fronteira com Frabosa Soprana, Monastero di Vasco, Roburent, Torre Mondovì, Vicoforte.

## Demografia
| Variação demográfica do município entre 1861 e 2011                               |
|                                                                                   |
| Fonte: Istituto Nazionale di Statistica (ISTAT) - Elaboração gráfica da Wikipedia |